# ТЭЦ-11

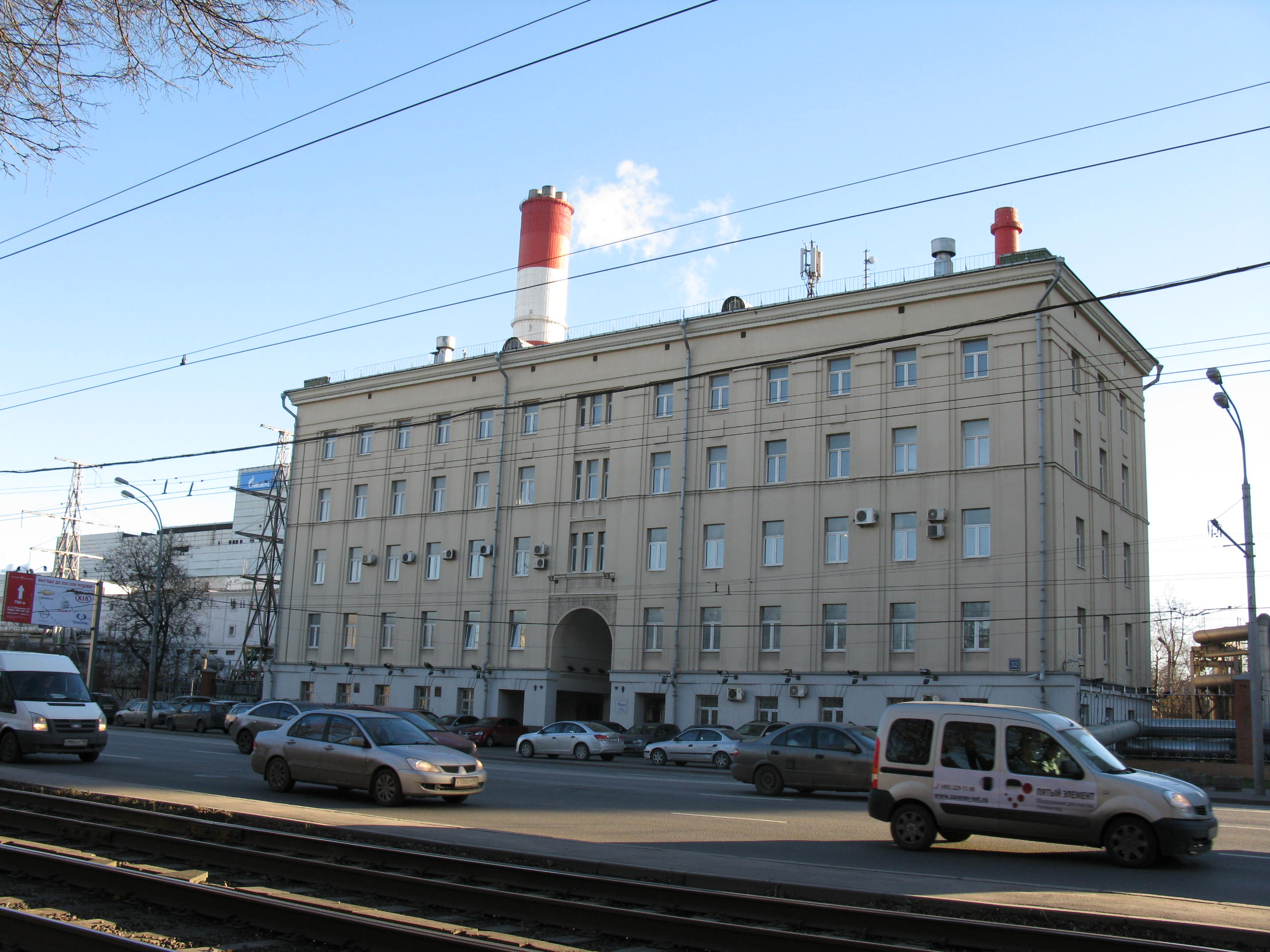
Административный корпус ТЭЦ-11

ТЭЦ-11 — электростанция, расположенная в Москве на шоссе Энтузиастов. Носит имя М. Я. Уфаева, возглавлявшего столичную энергосистему в 1937—1940, 1943-1960 годах.
ТЭЦ-11 входит в состав ПАО «Мосэнерго».
Основной вид топлива — природный газ, резервный — мазут.

## История
Строительство ТЭЦ-11, проводившееся по плану ГОЭЛРО, было начато в конце 1931 года. Пробный пуск первого агрегата станции состоялся в июле 1935 года. ТЭЦ-11 стала первой электростанцией страны полностью оснащённой оборудованием отечественного производства. С апреля 1936 станция полностью введена в эксплуатацию (установленная мощность 100 МВт).
В годы Отечественной войны 1941—1945 установленная мощность ТЭЦ снизилась до 75 МВт, в послевоенные годы увеличивалась по 25 МВт до 150 МВт к 1955 году.
В 1954 году ТЭЦ-11 была переведена на сжигание тощего донецкого угля.
В 1988 году основным видом топлива для ТЭЦ стал природный газ, резервным (во время морозов) — мазут. Установленная мощность повышена примерно до 300 МВт.
В 2002 году на ТЭЦ-11 введён в эксплуатацию новый энергоблок мощностью 80 МВт с турбиной ПТ-80/100-130/13 и котлом ТГМЕ-436 паропроизводительностью 500 т/ч. В результате дальнейшей реконструкции электростанции заменены все трансформаторы. Введены в эксплуатацию автоматизированные системы коммерческого учёта: газа (АСКУГ), тепла с сетевой водой (АСКУ-ТСВ пусковой комплекс). Выполнена реконструкция ГРУ-10 кВ и градирни № 5. В настоящее время на ТЭЦ-11 ведутся подготовительные работы для обеспечения в ближайшие годы строительства нового химического цеха и нового промводопровода от Черкизовской системы водоснабжения.

## Расположение и потребители
Станция расположена на территории района Перово Восточного административного округа Москвы по адресу: 111024, Москва, шоссе Энтузиастов, дом № 32.
Станция обеспечивает электроэнергией и теплом население района, значимые предприятия оборонного комплекса, среди них крупнейшее — ФГУП «ММПП „Салют“», а также Московский метрополитен и многочисленных потребителей соседних районов.

## Интересные факты
На ТЭЦ-11 работает главный герой фильма Марлена Хуциева «Застава Ильича» («Мне двадцать лет»), 1964 г. Сергей Журавлёв (актёр Валентин Попов).

## Перечень основного оборудования
| Агрегат                              | Тип              | Изготовитель                                     | Количество | Ввод в эксплуатацию | Основные характеристики | Основные характеристики | Источники |
| Агрегат                              | Тип              | Изготовитель                                     | Количество | Ввод в эксплуатацию | Параметр                | Значение                | Источники |
| ------------------------------------ | ---------------- | ------------------------------------------------ | ---------- | ------------------- | ----------------------- | ----------------------- | --------- |
| Оборудование паротурбинных установок |                  |                                                  |            |                     |                         |                         |           |
| Паровой котёл                        | ТП-87            | Таганрогский котельный завод «Красный котельщик» | 2          | 1964 г. 1965 г.     | Топливо                 | газ, мазут              | [ 2 ]     |
| Паровой котёл                        | ТП-87            | Таганрогский котельный завод «Красный котельщик» | 2          | 1964 г. 1965 г.     | Производительность      | 420 т/ч                 | [ 2 ]     |
| Паровой котёл                        | ТП-87            | Таганрогский котельный завод «Красный котельщик» | 2          | 1964 г. 1965 г.     | Параметры пара          | 140 кгс/см2, 560 °С     | [ 2 ]     |
| Паровой котёл                        | ТГМЕ-464         | Таганрогский котельный завод «Красный котельщик» | 1          | 1988 г.             | Топливо                 | газ, мазут              | [ 2 ]     |
| Паровой котёл                        | ТГМЕ-464         | Таганрогский котельный завод «Красный котельщик» | 1          | 1988 г.             | Производительность      | 500 т/ч                 | [ 2 ]     |
| Паровой котёл                        | ТГМЕ-464         | Таганрогский котельный завод «Красный котельщик» | 1          | 1988 г.             | Параметры пара          | 140 кгс/см2, 560 °С     | [ 2 ]     |
| Паровой котёл                        | ТГМЕ-436         | Таганрогский котельный завод «Красный котельщик» | 1          | 2002 г.             | Топливо                 | газ, мазут              | [ 2 ]     |
| Паровой котёл                        | ТГМЕ-436         | Таганрогский котельный завод «Красный котельщик» | 1          | 2002 г.             | Производительность      | 500 т/ч                 | [ 2 ]     |
| Паровой котёл                        | ТГМЕ-436         | Таганрогский котельный завод «Красный котельщик» | 1          | 2002 г.             | Параметры пара          | 140 кгс/см2, 560 °С     | [ 2 ]     |
| Паровая турбина                      | Т-60/65-130      | Уральский турбинный завод                        | 1          | 1989 г.             | Установленная мощность  | 60 МВт                  | [ 2 ]     |
| Паровая турбина                      | Т-60/65-130      | Уральский турбинный завод                        | 1          | 1989 г.             | Тепловая нагрузка       | 100 Гкал/ч              | [ 2 ]     |
| Паровая турбина                      | Т-116/125-130    | Уральский турбинный завод                        | 1          | 1993 г.             | Установленная мощность  | 100 МВт                 | [ 2 ]     |
| Паровая турбина                      | Т-116/125-130    | Уральский турбинный завод                        | 1          | 1993 г.             | Тепловая нагрузка       | 175 Гкал/ч              | [ 2 ]     |
| Паровая турбина                      | ПТ-80/100-130/13 | Ленинградский металлический завод                | 2          | 1988 г. 2001 г.     | Установленная мощность  | 80 МВт                  | [ 2 ]     |
| Паровая турбина                      | ПТ-80/100-130/13 | Ленинградский металлический завод                | 2          | 1988 г. 2001 г.     | Тепловая нагрузка       | 188 Гкал/ч              | [ 2 ]     |
| Водогрейное оборудование             |                  |                                                  |            |                     |                         |                         |           |
| Водогрейный котел                    | КВГМ-180         | Бийский котельный завод                          | 2          | 1992 г.             | Топливо                 | газ, мазут              | [ 2 ]     |
| Водогрейный котел                    | КВГМ-180         | Бийский котельный завод                          | 2          | 1992 г.             | Тепловая мощность       | 180 Гкал/ч              | [ 2 ]     |